# 济宁北站
济宁北站位于中华人民共和国山东省济宁市任城区廿里铺街道郗庄村，是日兰高速铁路上的高铁站，于2021年12月26日启用。

## 車站周邊
- 张屯小学
- 耿南小学
- 济宁市汉文化博物馆

## 歷史
- 2021年12月26日启用。

## 外部連結
- 中国铁路客户服务中心 （页面存档备份，存于）